# Roast beef sandwich
Il roast beef sandwich è un panino a base di roast beef e ingredienti a piacere tipico degli Stati Uniti d'America.

## Storia
Secondo alcuni, l'antenato del panino al roast beef americano risale al 1877 e prende il nome di beefsteak toast, che contiene roast beef e salsa gravy, e va servito freddo. Un articolo del Washington Post del 1900 considerava il panino con roast beef "inattraente" e simile a "un'arca che viaggia stanca in un diluvio di salsa gravy". Con il passare degli anni, molti punti di ristoro e catene di fast food degli USA iniziarono a servire il sandwich. In alcune aree del Nord America, il panino è considerato una vera e propria specialità: un articolo pubblicato nel 1931 lo definisce infatti "un vero assaggio del Dakota del Sud". Durante i primi anni cinquanta, i panini con roast beef diventarono una specialità dell'area di Boston e, in particolare, della North Shore del Massachusetts. Essi erano due fette di onion roll racchiudenti carne al sangue a fette sottili.

## Descrizione
Il roast beef sandwich viene a volte preparato utilizzando gli avanzi del roast beef, e può contenere anche salsa barbecue, sottilette, lattuga, pomodori e senape. Alcuni preparano il roast beef sandwich usando formaggi a piacere, rafano, peperoncino fresco o in polvere e cipolla rossa. La pietanza può essere servita calda o fredda.

## Alimenti simili

### Beef on weck

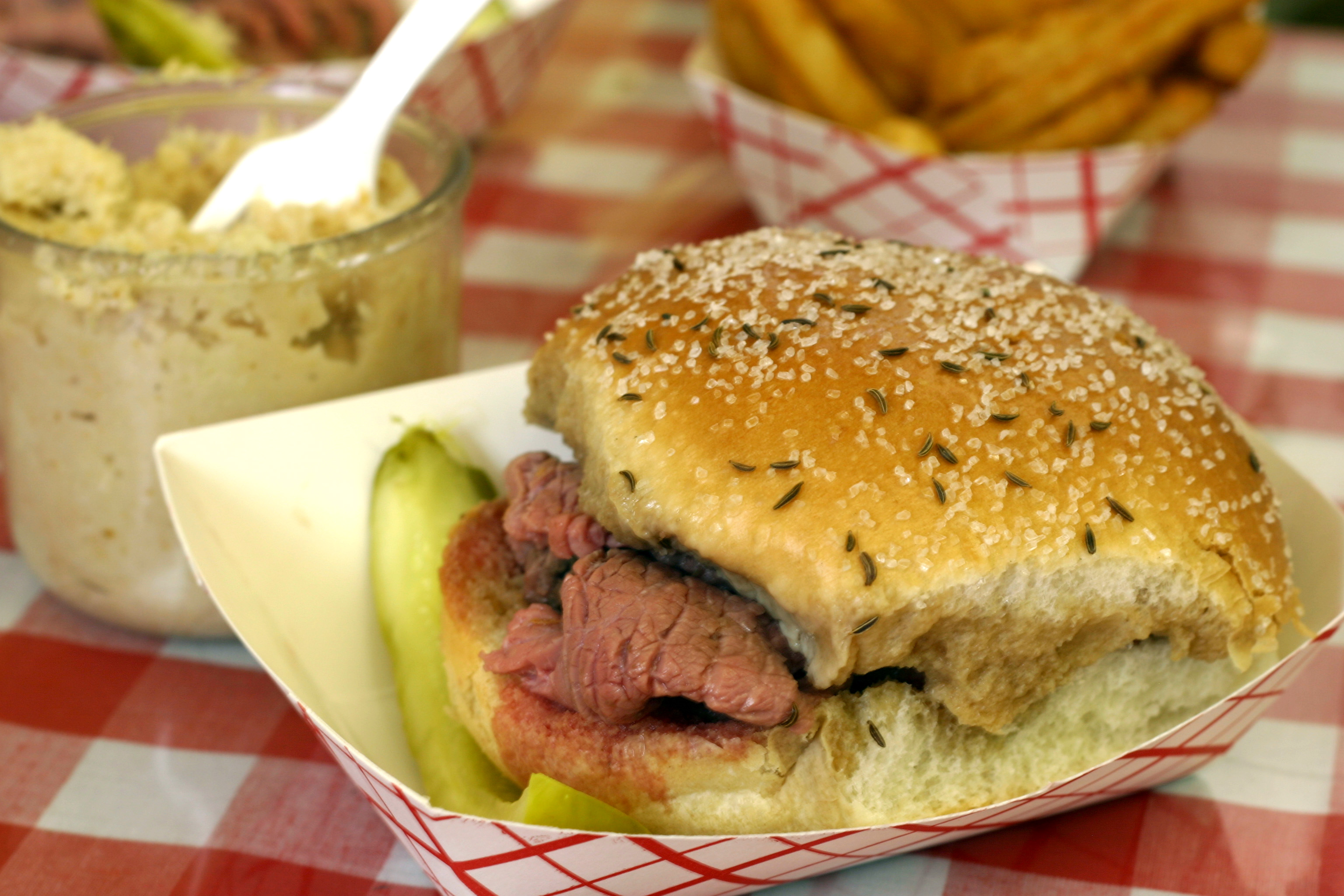
Beef on weck

Il beef on weck viene cucinato nei territori a nord dello stato di New York occidentale, e contiene del roast beef al sangue tagliato a fette sottilissime. Il pane usato per preparare il beef on weck è una variante del kaiser con sale e cumino conosciuta come kummelweck. La fetta di pane superiore è condita con il rafano.

### Chivito
Il panino chivito è considerato un piatto simbolo della cucina uruguaiana con filet mignon, mozzarella, pomodori, maionese e olive nere o verdi. Fra le aggiunte più comuni vi sono pancetta, uova fritte o sode e prosciutto. Volendo, lo si può insaporire anche con barbabietole rosse, piselli, peperoni rossi grigliati o saltati in padella e fette di cetriolo. Il chivito viene abbinato a un contorno di patatine fritte.

### Corned beef sandwich
Il corned beef sandwich è un panino a base di carne salata spesso cucinato con senape e sottaceti. Nel Regno Unito, il corned beef sandwich presenta anche i sottaceti.

### French dip

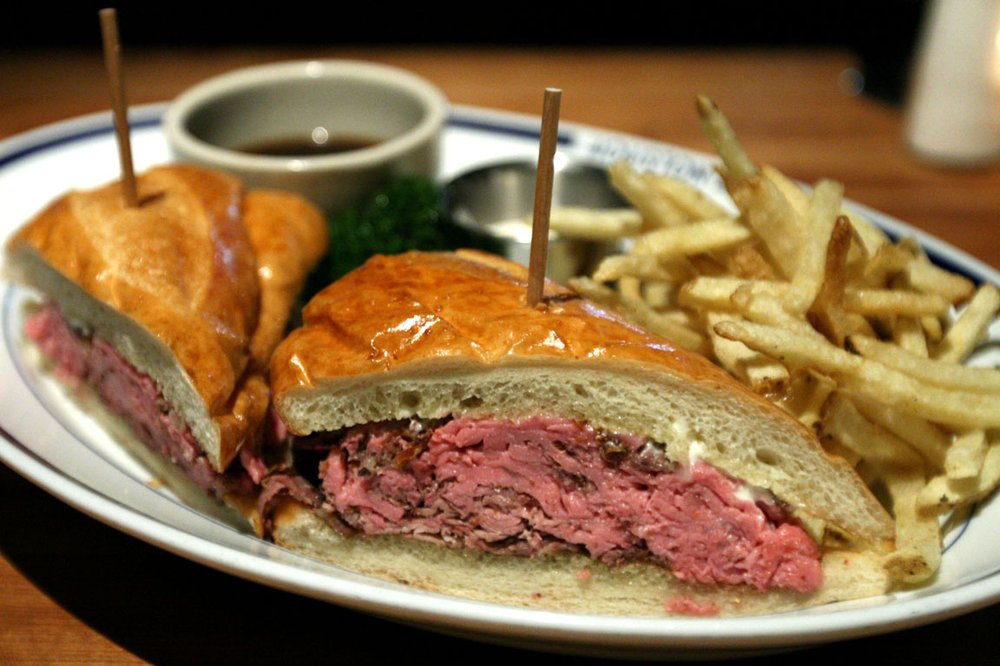
French dip con patatine e salse

Il French dip è un panino statunitense con sottili fette di manzo inserite fra due fette di baguette consumato caldo. Di solito, il sandwich viene servito au jus, cioè con il succo della carne di manzo che fuoriesce durante la sua cottura. A volte, il French dip viene preparato usando altri tipi di carne, oppure con il brodo o il consommé di bovino al posto del succo di carne. Nonostante il nome, il piatto è quasi del tutto sconosciuto in Francia (il French allude infatti al French roll, espressione usata negli USA per indicare la baguette).

### Open face
Nella sua forma open face, il roast beef sandwich è una singola fetta di pane arricchita con gli ingredienti tipici del panino con roast beef.

### Pastrami on rye
Il pastrami on rye venne ideato nel 1888 da Sussman Volk, proprietario di una gastronomia di Delancey Street, a New York. In seguito il panino divenne una specialità di altre gastronomie kosher della città. Il pastrami on rye è a base di pane di segale, e viene condito con pastrami e senape bruna.